# 小林かすみ
小林 かすみ（こばやし かすみ、1982年9月1日 - ）は、日本の元AV女優。
千葉県出身。

## 略歴
1996年初キッス
1996年初体験
2004年にAVデビュー。

## 出演作品
2004年
- 豪華20人 エロ女相撲選手権（9月9日、ディープス）他19名共演
- 豪華20人 エロ女相撲選手権 エッチな（秘）プロフィール2時間（9月23日、ディープス）他19名共演
- レズパレス69（10月7日、ハンドメイドビジョン）共演:緋村みこ、田中梨子
- 女教師レズ学園（12月1日、ドリームチケット）共演:佑梨恵、葉山リカ、常夏みかん、中原りさこ（あいり）、塚原りお、竹中すみれ
- ブリーディングクラブ 完全中出し受精3連発!! 受精ファイルNO.44（12月3日、プレステージ）
- 集団女子高ジャック（12月10日、ドグマ）共演:宮地奈々、日高ゆりあ、松沢はな、西村あみ、林由美香　他
- ボディコンリンボーダンス（12月16日、V&Rプロダクツ）共演:城島さやか、高田敦子、赤沢リカコ、北浦みく、福下美緒、永井ユキナ、長塚純子、大西ありさ、坪井あみか

2005年
- 会社説明会の受付嬢をまかされたAV女優が…（1月20日、ホットエンターテイメント）他出演:立花里子、大橋れみ、竹中すみれ、楓美穂
- おもらし姫 小林かすみ ［羞恥・告白・路上失禁編］ 一日目（1月25日、レイディックス）
- おもらし姫 小林かすみ ［自画撮り・脱糞・変態トランス編］ 二日目（1月25日、レイディックス）
- Poison（2月4日、デジタルアーク）
- 女学生スタイル act.2（2月18日、池袋7）
- スクスポ★スタイル 部員ナンバー08 陸上部（2月19日、プレステージ）
- 小林かすみ（2月21日、ビデオバンク）
- 調教完了、劇場公開。（3月10日、ドグマ）
- 絡み愛レズキス（3月17日、ヒビノ）共演:早乙女みなき、白鳥あきら、眞雪ゆん
- 思春期愛好家 かすみちゃん（4月16日、ガッツ）
- P.C.Sport DVD 61 かすみ（4月25日、ワールドユニティ）
- 集団病棟ジャック（5月15日、ドグマ）共演:友田真希、宮地奈々、日高ゆりあ、椎名まゆみ、君嶋もえ、松岡理穂
- オナニーナビゲーション S嬢編（5月16日、ガッツ）他出演:杏ちはや、三咲まお
- 制服ジャック 裏合法学園 狙われた女教師と女子校生（5月20日、D3）共演:菊原まどか、土屋まみ
- ももねこティーンズ（5月30日、ワールドユニティ）
- 妹 ～禁断の中出し～ 2（6月10日、タカラ映像）他出演:星野つぐみ、小倉みなみ
- 合法ロリータ4 淫行スペシャル2時間 厳選ロリータ6人あぶないあそび（6月16日、アイエナジー）他出演:麻生まりも、紅音ほたる、小泉ニナ、今野由愛、松嶋淳
- Dolls[大切な玩具] 媚熱（7月10日、ドリームチケット）
- もしもアナタが･･･こ～んな女子校の教師だったら?（7月13日、カルマ）…共演:七海りあ、中原りさこ（あいり）、浅花真心、中山千秋、島崎朋菜、福下美緒、広瀬留美、高瀬ゆあ、藤村あゆみ
- 変態志願（7月22日、タカラ映像）
- 中出し新入社員2（8月12日、タカラ映像）共演:宮地奈々
- ロ●ータ・小林かすみ アナル処女（9月2日、桃太郎映像出版）
- [ブルマ中出し]（9月2日、タカラ映像）他出演:長谷川ちひろ、宮地奈々
- ルーズソックス女子校生しか見たくない!4時間（11月18日 TMA）他出演:星野つぐみ、松岡里穂、上原留華、本田ナミ、井藤あい、喜田嶋りお、中原りさこ、葉山リカ、可愛いいな、宮咲志帆、小倉みなみ、常磐理子、笠木あやか、波崎美優、白石つぐみ
- もしもこんな痴女がいたら…。6（11月25日、うまなみ。（ケイ・エム・プロデュース））他出演:小池ひとみ、姫島瑠梨香、楓（YOKO）、柊杏奈、綾野みゆき、東宮寺さやか
- [美少女エプロン]（12月4日、タカラ映像）、他出演:葉山リカ、若葉かおり
- 手コキクリニック 7 ～伝説の看護師 復活スペシャル～（12月4日、SODクリエイト）共演:宮内みゆ、篠宮慶子、窪塚愛美、琴乃まゆか、柴田ゆな、沢口ミカ、長瀬くるみ
- S級 素人ギャル千人斬り! vol.6（12月16日、うまなみ。（ケイ・エム・プロデュース））他出演:姫島瑠梨香、楓、SARINA、綾乃あずさ、東宮時爽、仁菜あやか
- うまなみプレゼンツ12　もしもこんな痴女がいたら…。4時間（12月23日、おかず。（ケイ・エム・プロデュース））…うまなみ。作品『もしもこんな痴女がいたら･･･。4』のセルDVD化作品、他出演:三上翔子、宮地奈々、川村千夏、RIRICO、芽菜、白鳥るり、友田真希 他

2006年
- 猥褻カメラ4 5（前半）（1月1日、ワンズファクトリー）他出演:相澤唯衣
- ロ●ータ飼育狂時代 かすみ（1月7日、グローリークエスト）
- 輪姦ぶっかけ中出しレイプ file.4（1月20日、U&K）
- みやちいのペニバン日記（1月25日、レイディックス）共演:宮地奈々
- 女優が素人娘に逆戻り企画　本気で怖くて超スケベなお化け屋敷（2月4日、SODクリエイト）…共演:倖田李梨、他出演:姫川麗、大塚ひな、風間ゆみ
- 制服妄想狂 カワイイ妹に犯サレタイ… かすみ&みなき（2月20日、制服妄想）…他出演:みなき（早乙女みなき）
- 中出し新入社員3（3月4日、タカラ映像）共演:森野雫（川上ゆう）
- よだれ艶曲5 麗しきレズビアン達の衝動（3月10日、アルファーインターナショナル）…共演:片瀬渚、上野ゆり、眞雪ゆん、琴田美也
- 監禁奴隷（3月16日、タカラ映像）
- THE FETISH OF 女子校生黒タイツスペシャル II（3月17日 エッチアールシー）共演:宮地奈々、林泉水、倉木ゆり
- うまなみプレゼンツ16 S級 素人ギャル千人斬り! 4時間 3（3月17日、おかず。（ケイ・エム・プロデュース））うまなみ。作品『もしもこんな痴女がいたら…。6』のセルDVD化作品、他出演:森下理音、小池ひとみ、柊杏奈、村山かづは、愛乃ララ、桜井かな、朝丘まりん 他
- 萌え萌えメガネッ娘。 3 女子校生ver.（3月24日、シャイ企画）
- いじめ コレクション・10 かすみ（3月24日、アルファーインターナショナル）
- 絶頂治療院 ～イカせまくり絶頂治療～（3月24日、アルファーインターナショナル）他出演:眞雪ゆん、上野ゆり、琴田美也、片瀬渚、三代目葵マリー
- かすみのヨダレ（4月14日、明和プランニング）
- 転校したら男は僕一人ぼっちだった…。 2（5月4日、アキノリ）…共演:宮地奈々、日高ゆりあ、進藤理紗、桃井りか 他
- 陵辱　女子校ジャック（5月4日、ヒビノ）共演:杉山圭 ※AV OPEN 2006 チャレンジステージエントリー作品
- 愛しのフェラチーオ 3（5月12日、隼エージェンシー）他出演:さいとう真央、飯沢もも、真鍋あや、田中美久、星野つぐみ、松本亜璃沙、大沢莉央、葉山くみこ、宝生瑠璃、伊沢涼子、結衣美沙（結衣）、五島セリ
- 女子校生強制中出し 9（5月12日、隼エージェンシー）他出演:葉山くみこ、矢口奈々美、柳井ちはる、あらい琴、田中美久、星野つぐみ、ともか、若葉ひな
- 小林かすみ 唾液と媚薬DPG（5月19日、メディアアーツ）
- 第1回 お色気ムンムン ソフト・オン・デマンド専属MC（司会者）発掘オーディション!!（6月8日、SODクリエイト）共演:早乙女みなき、日高ゆりあ、美咲ゆりあ、倖田李梨、山口真理、瀬名えみり、玉置マリア、北崎未来、ミュウ
- 変態集団オフィス（6月8日、タカラ映像）共演:宮地奈々、結城リナ、杉並ゆりか、松永ありす、桃井りか、高島奈央、海老名優
- 絞め浮き首筋の鼓動が静かに 01（6月10日、天奇）他出演:宮地奈々、日高ゆりあ、岡野美奈、永井涼香
- 女子校生強姦（6月12日、隼エージェンシー）他出演:星野つぐみ、ともか、瞳れん、宝生瑠璃、柳井ちはる、矢口奈々美、朝倉花音
- ワキ毛美人とケツ毛美人 2（6月23日、レイディックス）共演:永山亜衣
- ロリロリ中出し IV（7月10日、隼エージェンシー）他出演:星野つぐみ、森野まりな、星野亜美、桑原衿子、深見ひなこ、朝倉花音
- オナニスト 第14章（7月10日、隼エージェンシー）他多数出演
- こだわりの手コキ 4時間SP 40人のハンドメイド（7月10日 隼エージェンシー）他39名出演
- 騎痴女 Volume.003 乗りたがりの女たち（7月11日、アルファーインターナショナル）他出演:日高ゆりあ、翔田千里、二岡ゆり、坂本梨沙
- 時間よ止まれ! パート5 夏祭りSP（8月17日、V&Rプロダクツ）共演:柳井ちはる、星乃ゆめ、倉木ゆり、二岡ゆり
- 女子校生×天然素材（8月18日、NOVA）
- 電マ淫嬢（8月25日、サンクチュアリ）
- 拉致った女子校生に強制放尿とナマ中出し!!（9月1日、ワンズファクトリー）他出演:藍山みなみ、星野つぐみ、小倉みなみ、宝生瑠璃
- インモラル女校生（10月27日、シネマジック）
- 女同士のルージュの世界 ～狂い乱れて咲く女たち（11月17日、アルファーインターナショナル）…共演:宮地奈々、日高ゆりあ、二岡ゆり、松永ありす、美月遥、秋津薫
- 憧れの職場でハーレム大乱交（12月1日、MOODYZ）共演:若葉薫子、松永ありす、一ノ瀬ゆき
- 天然素材 妹いじめ（12月20日、NOVA）他出演:本田なみ、雨宮せつな

2007年
- みるく女学館 Vol.01（3月2日、映天）

発売日不明
- 爆濡れ Wetギャル 4（サンクチュアリ）共演:宮地奈々

## 書籍
- 脱ぐしか選択肢のなかった私。（2006年6月30日発売、英知出版、ISBN 4-7542-2067-6） - 他収録女優:天衣みつ、日高ゆりあ、姫川麗、白鳥あきら、紅音ほたる、浜崎リオン、美神ルナ、藍山みなみ、三上翔子、若葉かおり